# Chlorochlamys zelleraria
Chlorochlamys zelleraria là một loài bướm đêm trong họ Geometridae.